# Шајло (Пенсилванија)
Шајло (енгл. Shiloh) насељено је место без административног статуса у америчкој савезној држави Пенсилванија.

## Демографија
По попису из 2010. године број становника је 11.218, што је 1.026 (10,1%) становника више него 2000. године.
| Група             | 2000.         | 2010.          |
| Белци             | 9.659 (94,8%) | 10.056 (89,6%) |
| Афроамериканци    | 174 (1,7%)    | 503 (4,5%)     |
| Азијати           | 151 (1,5%)    | 153 (1,4%)     |
| Хиспаноамериканци | 108 (1,1%)    | 348 (3,1%)     |
| Укупно            | 10.192        | 11.218         |